# 霊巌山寺
霊巌山寺（れいげんざんじ）は、中華人民共和国江蘇省蘇州市呉中区にある仏教寺院。

## 歴史
東晋の司空の陸玩を開山に創建された。南朝梁の天監2年（503年）、「秀峰寺」と改称。天監15年（516年）、武帝により「智積菩薩顕化道場」の額を賜った。
唐の時期、「霊巌寺」と改称。律宗に改宗する。
北宋の元豊年間、禅宗に改宗する。
明の洪武年間、朱元璋により「報国永祚禅寺」の額を賜った。
清の順治6年（1649年）、弘儲は寺院を重修した。大改修後に「崇報禅寺」に改名した。
1926年、印光大師により再興される。浄土教に改宗する。
1982年10月22日、蘇州市人民政府は仏寺を蘇州市文物保護単位に認定した。1983年、中華人民共和国国務院は仏寺を漢族地区仏教全国重点寺院に認定した。